# Companhia Britânica da África do Sul

O estandarte da Companhia Britânica da África do Sul.

A Companhia Britânica da África do Sul (CBAS), ou British South Africa Company (BSAC), em Inglês, foi uma empresa criada por Cecil Rhodes através da fusão da Central Gold Search Association e da Exploring Company, Ltd. A empresa recebeu a 15 de Outubro de 1889 aprovação e privilégios majestáticos da coroa britânica. Tendo constituído a CBAS à imagem da Companhia Britânica das Índias Orientais, Rhodes esperava através da sua actividade fomentar a colonização europeia e a exploração económica da região central da África Austral, especialmente do território que hoje constitui o Zimbábue, como parte do movimento de ocupação efectiva que resultou dos termos da Conferência de Berlim, dando corpo a uma África britânica do Cairo ao Cabo. Entre os directores da companhia contaram-se James Hamilton (2.º duque de Abercorn), o próprio Cecil Rhodes e o magnata Alfred Beit. Após vicissitudes várias, o que restava da empresa foi absorvido em 1965 pelo conglomerado mineiro e industrial Anglo American plc.

## Enquadramento e história

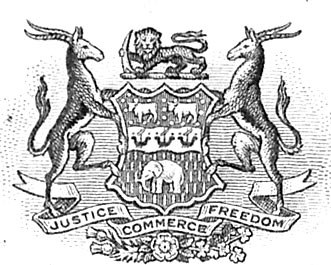
Armas da British South Africa Company.

A Companhia Britânica da África do Sul, mais conhecida por CBAS, nasceu no contexto da grande corrida à ocupação da África sub-sariana que se gerou na sequência da Conferência de Berlim e da oficialização do conceito de ocupação efectiva do território em detrimento das anteriores reivindicações territoriais baseadas na primazia da descoberta ou da conquista.
Com este enquadramento geopolítico, os interesses britânicos na África Austral, particularmente depois de controlada a veleidade bôer de independência, estenderam-se rapidamente para os territórios do centro do continente, para a região localizada entre Angola e Moçambique, que a historiografia portuguesa denomina pelas terras do mapa cor-de-rosa, cor com que apareceram representadas num mapa oficial incluído em 1886 como anexo a um Tratado com a França, sobre delimitação colonial, e depois publicado.
Os territórios reclamados abrangiam a maior parte daquilo que são hoje os Estados do Zimbábue, da Zâmbia e do Maláui e ainda porções das actuais África do Sul e Namíbia. Na sequência dessas reivindicações territoriais, e como forma de garantir o desejo de uma África de influência britânica do Cairo ao Cabo, o governo britânico apoiou a criação de companhias dotadas de poderes majestáticos que permitissem a efectiva ocupação dos territórios em disputa.
Os poderes majestáticos concedidos a estas companhias permitiam-lhes exercer o controlo administrativo sobre os territórios que lhes eram concessionados e neles cobrar impostos, manter forças de polícia e um sistema judicial privativo e mesmo criar e manter forças militarizadas. Eram na realidade potentados cujo estandarte era uma verdadeira bandeira nacional.
Uma destas companhias foi a Companhia Britânica da África do Sul, a CBAS, criada por Cecil Rhodes, um explorador, capitalista e aventureiro, que era simultaneamente um dos maiores defensores da ideia de colocar sob soberania britânica todo o interior de África das costas do Mediterrâneo até ao Cabo da Boa Esperança (daí o moto que lhe era atribuído: do Cairo ao Cabo). A companhia foi criada por Cecil Rhodes através da fusão da Central Gold Search Association, empresa liderada por Charles Rudd, e da Exploring Company, Ltd, de Arthur Edward Maund.
Nos termos do respectivo acto de aprovação real por parte da coroa britânica, datado de 15 de Outubro de 1889, a companhia recebeu os poderes para negociar com os reinos africanos, em especial com o rei Lobengula Cumalo do Reino Mutuacazi, para constituir sociedades bancárias, para possuir, gerir ou distribuir terras e para criar uma força de polícia, que depois se chamaria a Polícia Britânica da África do Sul. Como obrigações, a CBAS aceitava o encargo de desenvolver o território que lhe era concedido e comprometia-se a respeitar as leis e costumes africanos ali existentes, garantindo a liberdade de comércio e o respeito por todas as religiões.
Apesar da nobreza das obrigações assumidas, Cecil Rhodes, os capitalista que financiaram a sociedade e os colonos brancos que se instalaram no território, estavam mais interessados nos direitos de exploração mineira e em obter maiores concessões territoriais e de terras para agricultura do que na procura do desenvolvimento e, muito menos, no respeito pelas leis e tradições dos povos locais. Rapidamente estabeleceram as suas próprias leis, sem ter em conta as tradições locais, e quando necessário impuseram-nas pela força, criando uma sociedade de cultura europeia separada da local, que nada tinha com a sociedade africana subjacente. Estavam assim lançadas as sementes daquilo que seria mais tarde o apartheid e da relação colonial na posse da terra, retrato atual da enorme concentração de renda e desiguladade socioeconômica observada no Zimbábue e na África do Sul.
A CBAS recrutou o seu próprio exército, tendo atacado e derrotado os povos matabeles do actual Zimbábue e os povos xonas que ocupavam os territórios a norte do rio Limpopo, numa campanha militar que ficou conhecida como Primeira Guerra Matabele. Esta campanha também marcou a primeira vez que os britânicos utilizaram a metralhadora Maxim em combate, daí tendo resultado uma verdadeira carnificina, com cinco armas Maxim a abaterem cinco mil guerreiros ndebele.
A CBAS conseguiu controlar e consolidar um território, que administraria durante cerca de 30 anos, a que deu a designação de Zambezia, e depois, em honra de Cecil Rhodes, Rodésia, que hoje corresponde aos territórios da Zâmbia, Maláui e Zimbábue.
O estatuto que dava poderes majestáticos à companhia foi renovado em 1914, sob a condição dos colonos da Rodésia receberam direitos políticos mais alargados. Em 1922, a companhia entrou em negociações com o governo da União Sul-Africana (actual África do Sul com vista à incorporação da Rodésia na União, o que o governo sul-africano pretendia, mas o plano gorou-se quando os colonos rodesianos votaram contra a incorporação.
Em 1923 o governo da Grã-Bretanha decidiu não renovar o estatuto da CBAS, optando por conceder o estatuto de colónia com auto-governo à Rodésia do Sul (hoje o Zimbábue) e de protectorado à Rodésia do Norte (hoje a Zâmbia) e à Niassalândia (hoje o Maláui).
A CBAS não conseguiu gerar proveitos que lhe permitissem pagar dividendos aos accionistas até perder os seus direitos majestáticos e deixar o controlo administrativo da Rodésia em 1923. Em 1933 a CBAS vendeu os seus direitos de exploração mineral a sul do rio Zambeze ao governo da Rodésia, mas manteve os esses direitos nas regiões a norte daquele rio (na actual Zâmbia), bem como os seus vastos interesses no sector mineiro, nos caminhos-de-ferro, imobiliário e na agricultura em múltiplas regiões da África Austral.
Em 1964 a CBAS foi forçada a ceder os direitos de exploração mineira ao governo da Zâmbia recém-independente. Em consequência, no ano de 1965 a Companhia Britânica da África do Sul fundiu-se com a Central Mining & Investment Corporation Ltd e com a The Consolidated Mines Selection Company Ltd para formar um conglomerado mineiro e industrial denominado Charter Consolidated Ltd, do qual cerca de um terço das acções eram propriedade da empresa mista britânica, norte-americana e sul-africana Anglo American Plc.